# 朝日神社 (名古屋市)
朝日神社（あさひじんじゃ）とは、愛知県名古屋市中区錦の広小路通沿いにある神社。

## 祭神
- 天照皇大神
- 天児屋根命

## 歴史
元々は清洲城下にあった伊勢神宮の神領地（御園）である朝日郷に鎮座していたが、名古屋城の築城に伴い、1611年（慶長16年）の夏、徳川家康の請願により、正室・朝日姫の氏神である当神社を城下町碁盤割りの守護神として、氏子共々本丸の真南の現在地に移築遷座し、神明社・神明宮などと称した。
1660年（万治3年）の大火の後、社前に防火帯として広小路が整備され、一大繁華街・門前町となった。
1868年（明治元年）3月、明治政府の神仏判然令（神仏分離令）に伴い、約二丁ほど東の寺にあった村社、子守神社・児宮神社を境内に移築・遷座した。由緒に因んで朝日神社に改名。
立地の良さもあり、昭和初期の参拝者は名古屋市内で熱田神宮に次いで多かった。
第2次世界大戦（太平洋戦争）の戦災（名古屋大空襲）により、本殿を始め主要建造物は焼失したが、霊代（ご神体）は防災蔵に避難し、一部の宝物と共に安泰であった。その後、氏子崇敬者の熱意により復興奉賛会が結成され、1953年（昭和28年）7月に本殿、祭文殿、拝殿を始め末社5社が再建された。1958年（昭和33年）には市道の拡張に伴い、石の大鳥居、石垣、石灯籠、透塀の移築植栽が行なわれ、戦後復興の完了をみた。
1979年（昭和54年）10月には斎館と職舎（鉄筋コンクリ1、2階建、1部3階建）が竣工し、大祭を始め年中行事や氏子総代会等の用に供する事ができるようになった。1986年（昭和61年）10月、昭和天皇御在位60年奉祝記念事業として、本殿、祭文殿、拝殿を後方に移築嵩上し、拝殿前広場を広くし併せ神與庫も建て、境内の総合整備を行い名実共に都心にふさわしい社頭となった。

## 境内
- 本殿・拝殿
- 授与所・祈祷受付
- 手水舎

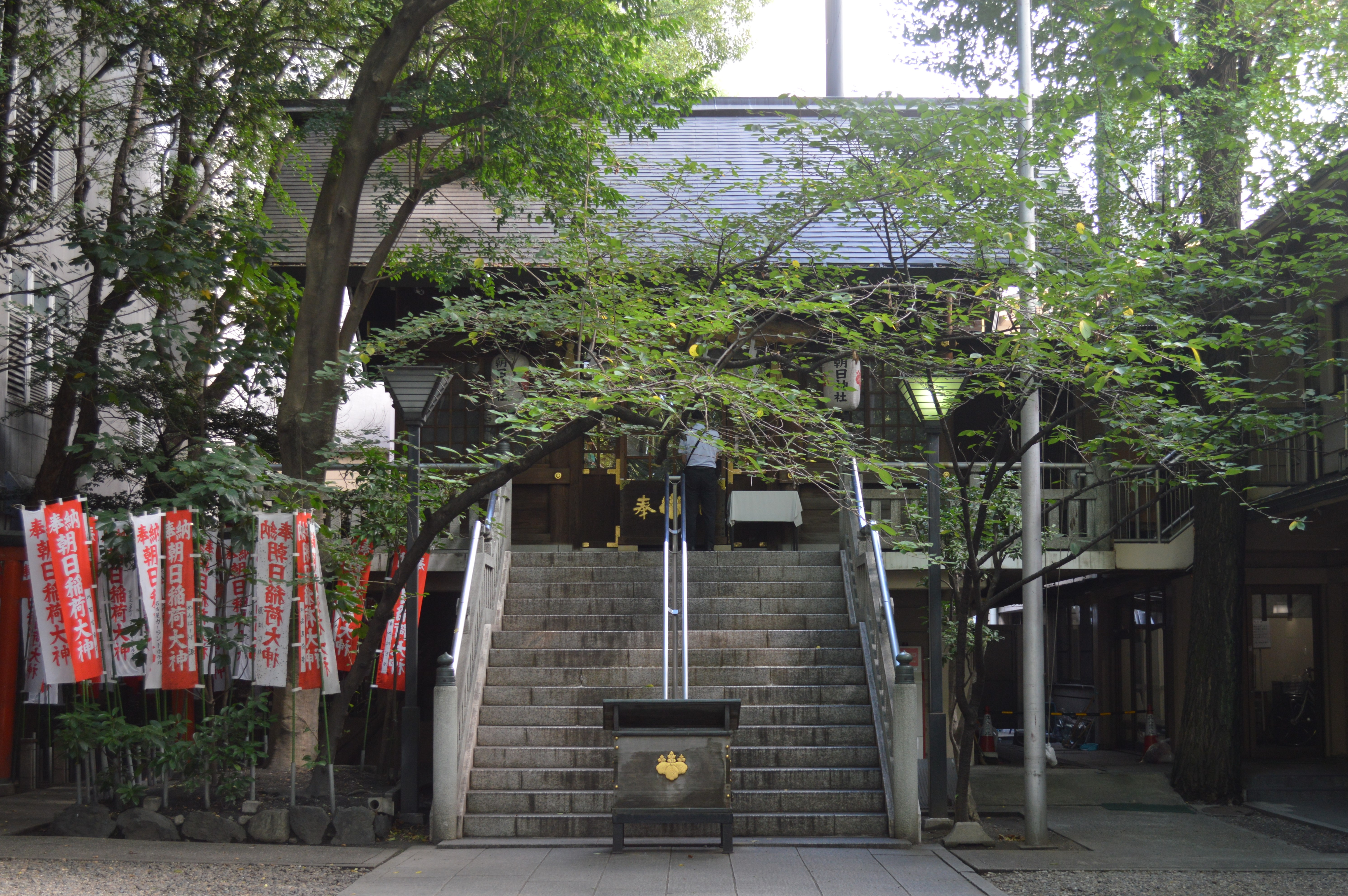
拝殿
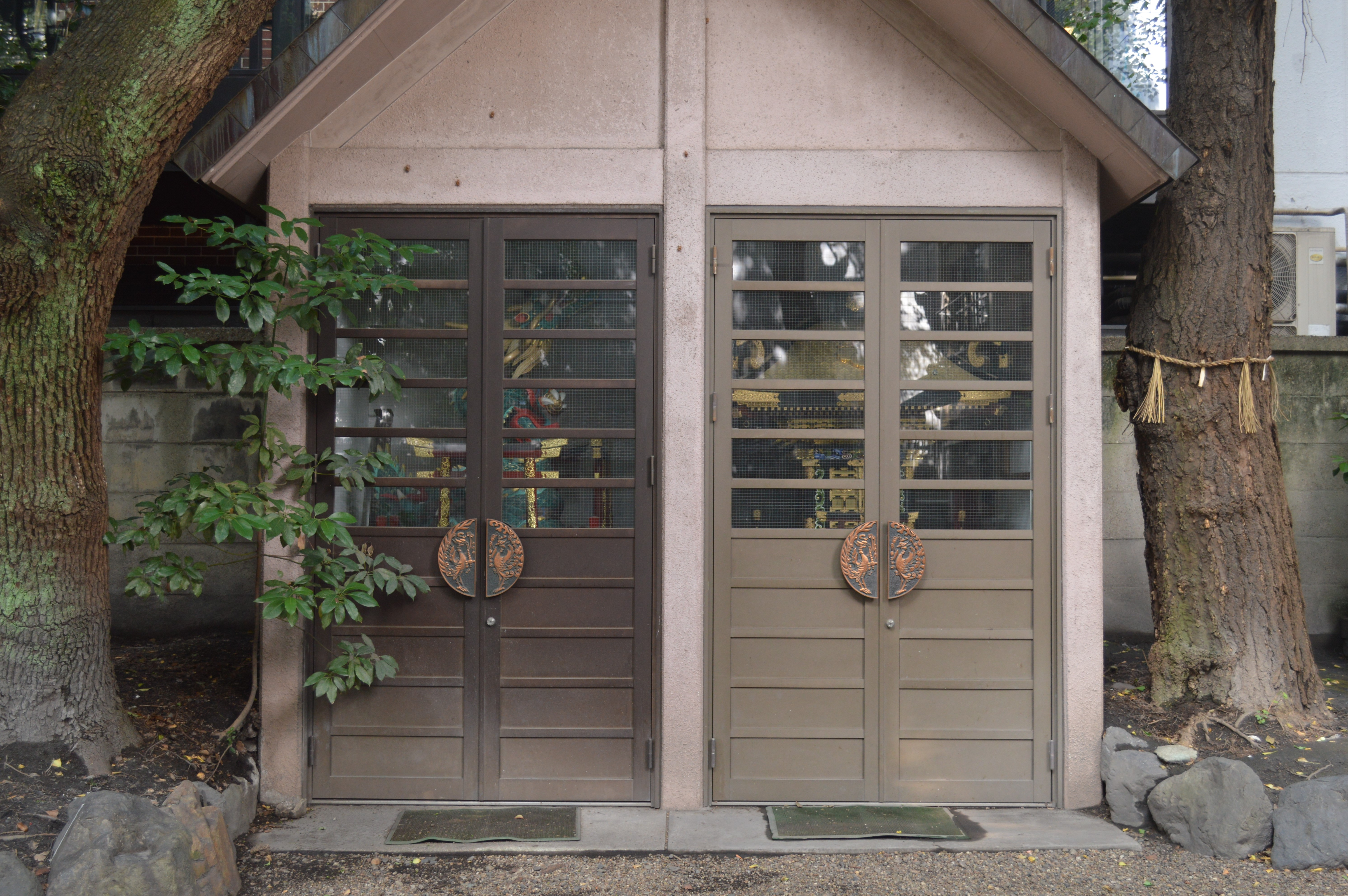
神與庫

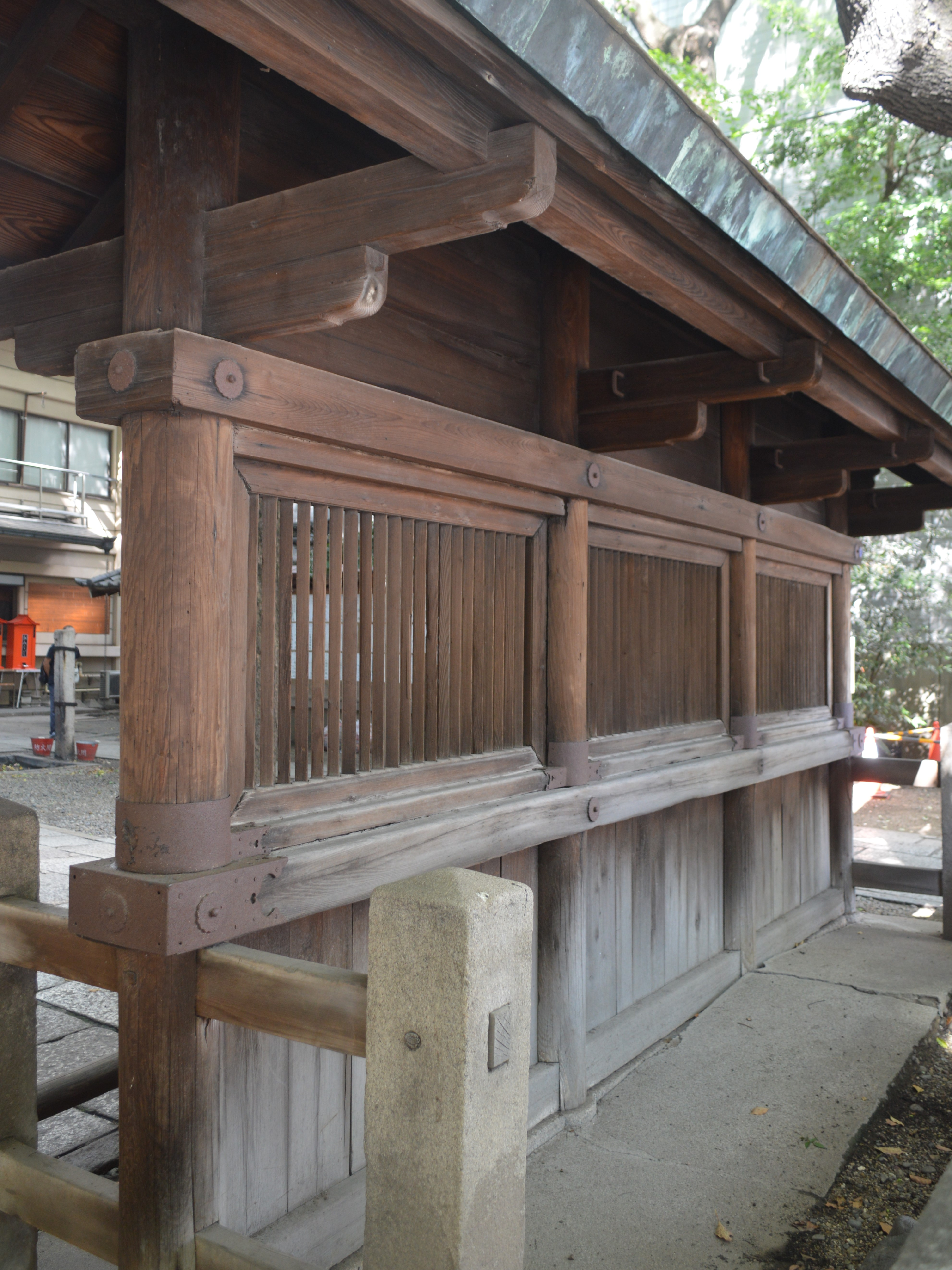
透垣（蕃塀）

- 透垣（蕃塀） - 鳥居の西側には1809年（文化6年）に建てられた透塀（蕃塀）がある。かつて朝日神社の斜向かいに尾張藩の牢屋敷があったことから、罪人を神様に見せないように建てられたと伝わる[1]。1958年（昭和33年）に現在地に移築[2]。2022年（令和4年）2月17日に登録有形文化財となった[2][3]。
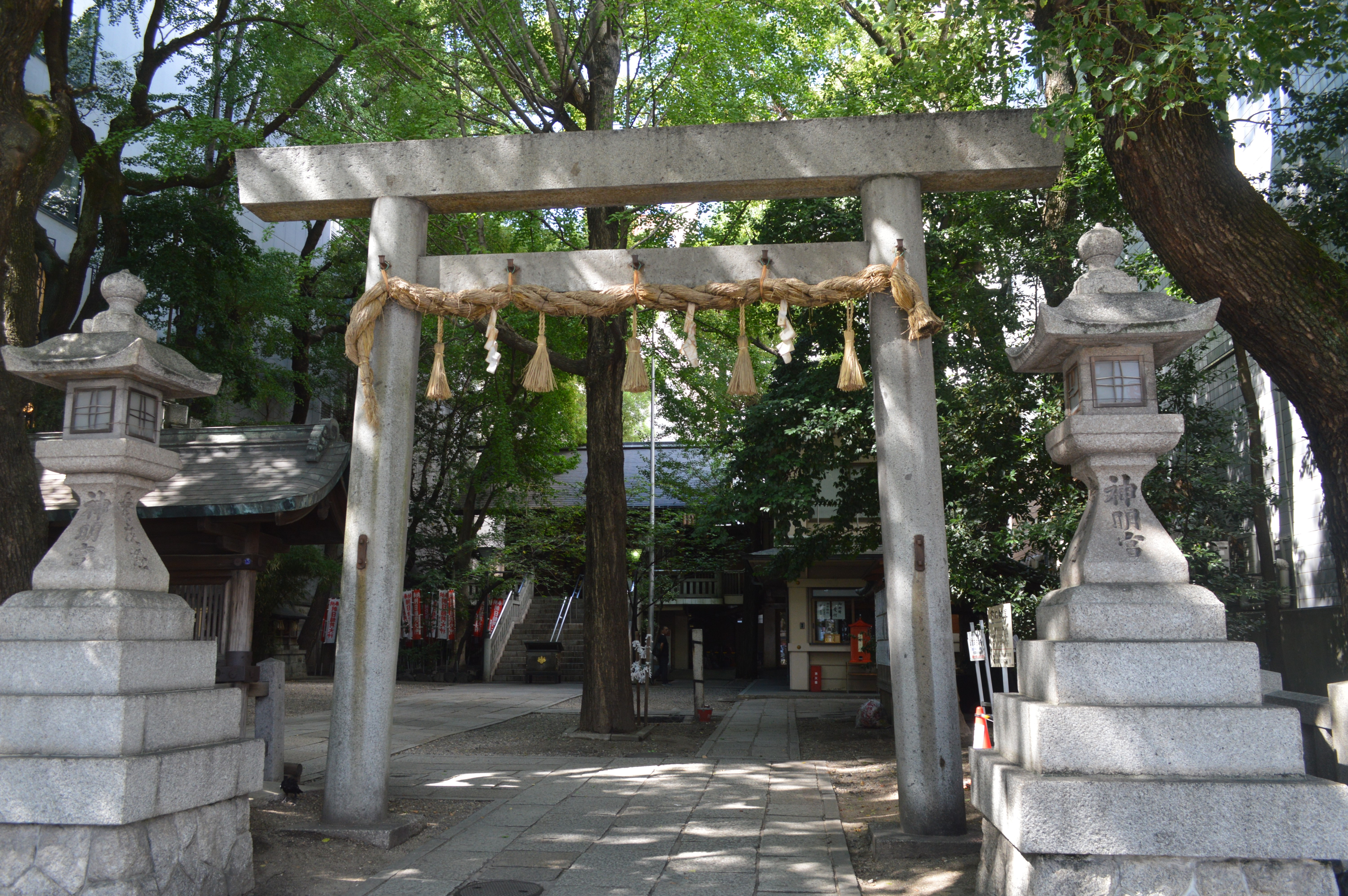
鳥居

### 境内社
- 稲荷社
- 子守社・児宮社
- 戸隠社・春日社
- 八幡社
- 公孫樹龍神社
- 秋葉社・金刀比羅社
- 天神社

- 拝殿
- 神與庫
- 鳥居

## 文化財
登録有形文化財
- 透垣（蕃塀）[2][3]